# 방과후학교

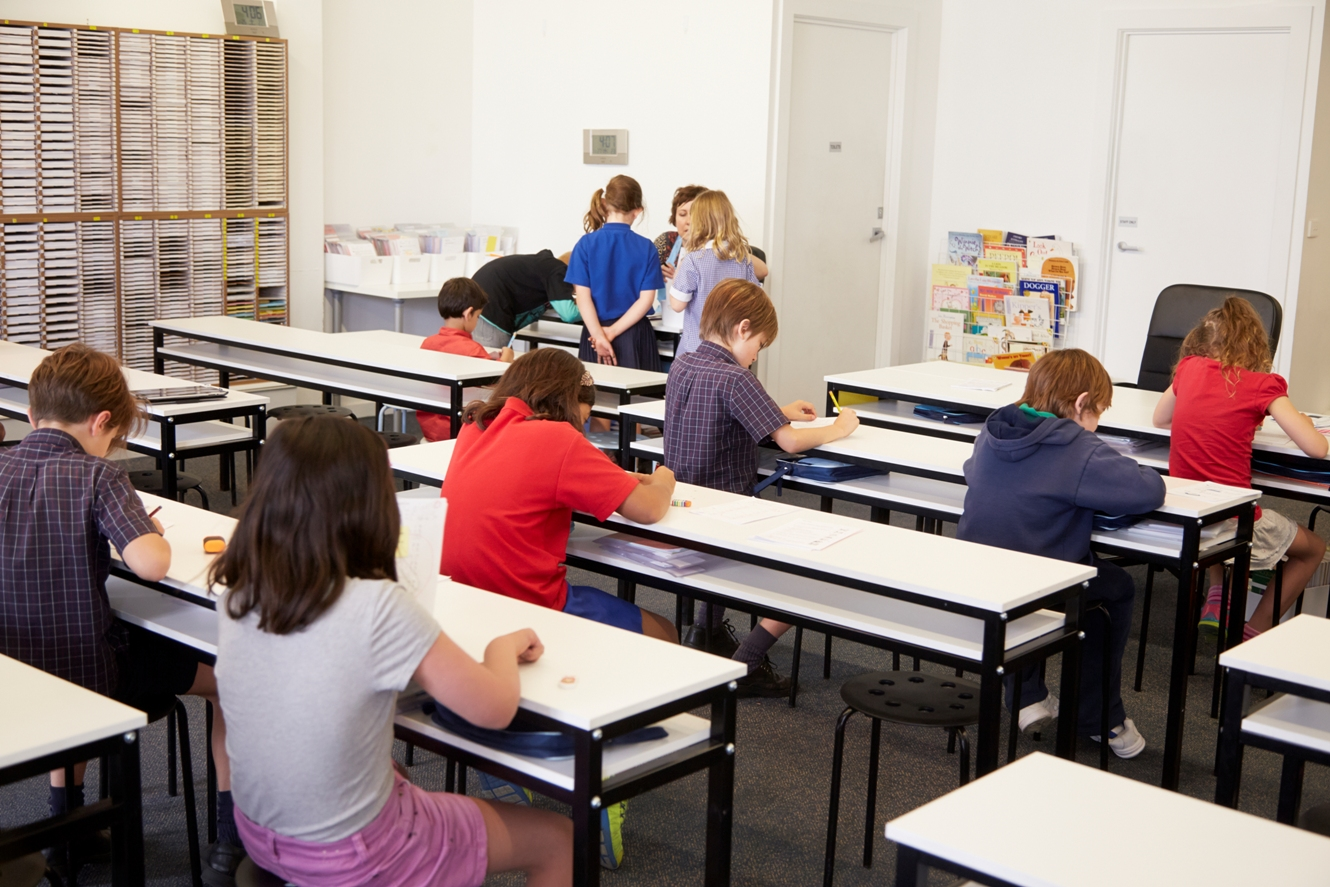
학생들이 공부하는 방과후 구몬센터.

방과후학교(放課後學校, 영어: after-school activity, after-school program, after-school care)는 기존 특기적성교육, 방과후 교실, 수준별 보충학습 등으로 사용된 각각의 명칭과 프로그램을 통합한 교육체제로 방과후 교육프로그램을 확대 개방하여 정규 교육과정 이외의 시간에 다양한 형태의 교육프로그램을 운영하는 교육체제를 말한다. 방과후학교의 도입은 획일화된 정규교과 위주의 교육과정에서 벗어나 21세기를 이끌어갈 인재양성과 학생들 개개인의 소질과 적성계발 및 사교육비 경감, 교육복지 증진은 물론 사회양극화 심화에 따른 교육양극화 해소 등을 목적으로 하고 있다.
맞벌이 가정의 초등학생 자녀들을 방과 후부터 부모가 퇴근할 때까지 맡아서 교육하는 기관으로도 해석된다. 미국 등에서는 주로 기업이나 대학 등에서 탁아시설을 갖추어 놓고 방과 후의 직원 자녀들에게 놀이와 소그룹 중심의 예체능 교육을 실시하고 있다.

## 추진 배경
- 사회양극화 완화를 위한 획기적인 교육격차 해소 방안 필요
- 저출산, 고령화 등 사회 변화에 부응하는 교육서비스 요구 증대
- 사교육비 경감을 위한 방과후 교육 활동 개선 필요 증대
- 학교의 지역사회화를 통한 평생교육체제 구축

## 방과후학교 단계별 목표
- 초 1~3 : 방과후 보육 및 교육 욕구 해소
- 초 4~6 : 특기적성 및 다양한 교육프로그램을 통해 학교 밖 교육을 학교 안으로 흡수
- 중 1~3 : 수준별 교과보충, 심화학습, 특기적성 교육을 통한 사교육비 경감
- 고 1~3 : 수준별 교육, 스트레스 메니지먼트, 진로지도 등을 통한 능력 개발

## 문제점
- 담당교사의 업무가중
- 자발적 참여의 어려움
- 회계처리 업무의 어려움

## 같이 보기
- 클럽 활동
- 사커맘
- 양육 방식
- 기독교청년회
- 기독교여자청년회